# پت هیلی
پت هیلی (انگلیسی: Pat Healy؛ زادهٔ ۱۹۸۳) ورزشکار هنرهای رزمی ترکیبی اهل ایالات متحده آمریکا است. وی بین سال‌های ۲۰۰۱ تا ۲۰۱۸ میلادی فعالیت می‌کرد.